# Фонд Praekelt

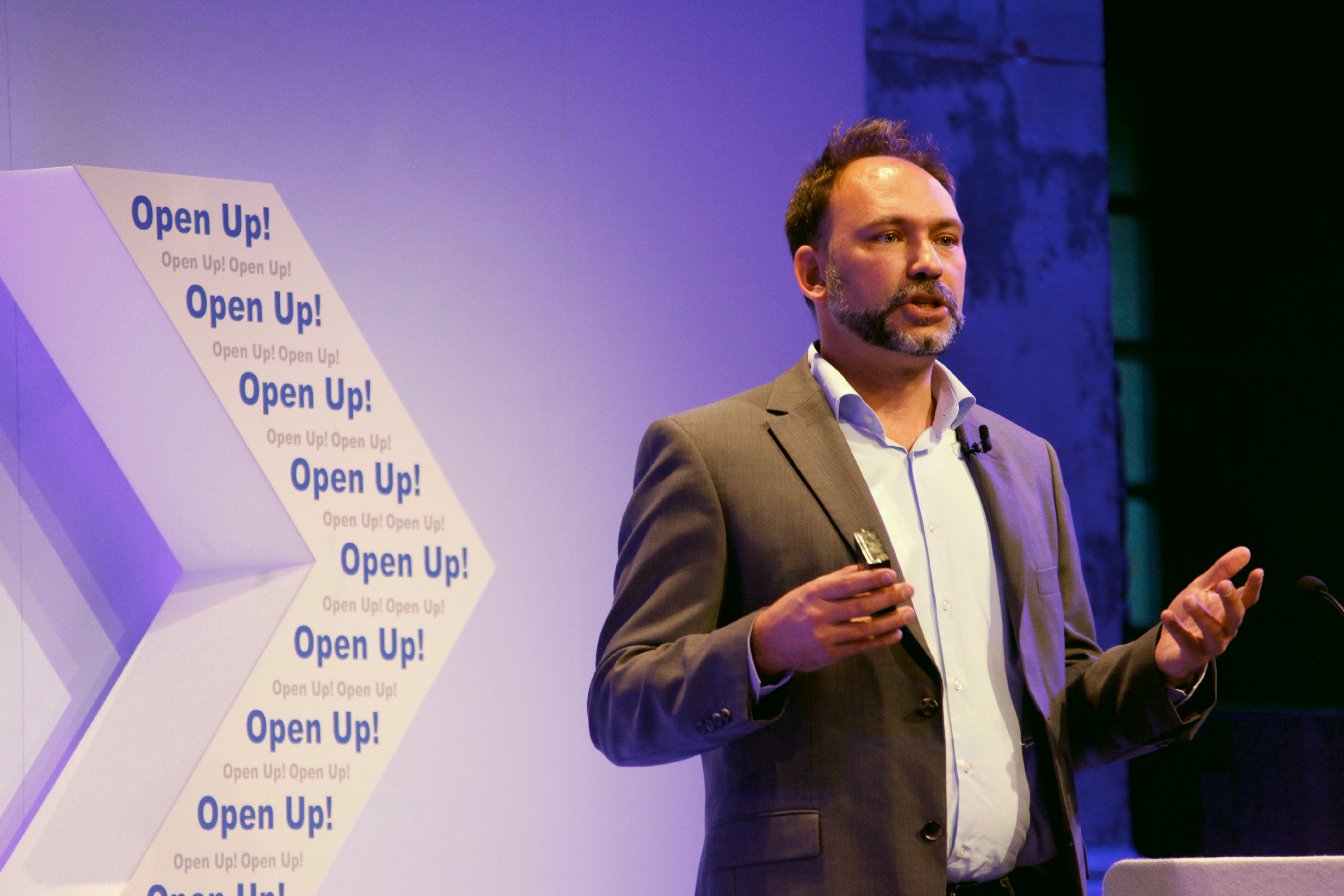
Основатель фонда Густав Праекелт выступает на конференции DFID/Omidyar Network Open Up! в Лондоне 11 ноября 2012 года

Фонд Praekelt это африканская некоммерческая организация , которая пытается улучшить жизнь людей, живущих в бедности, с помощью  мобильных технологий. Фонд был основан в 2007 году как ответвление Praekelt Консалтинг.
Среди проектов, в которых участвует Фонд:
- Young Africa Live, мобильное сообщество, где молодые люди могут поговорить откровенно и узнать про любовь, интимные отношения, половой акт и ВИЧ/СПИД
- Проект Masiluleke (на зулу означает "позвольте дать совет" или "можем ли мы дать совет"), кампания повышения информированности людей о СПИДе, использующая сообщения "Пожалуйста, позвони мне", в партнерстве с PopTech Accelerator и другими компаниями
- TxtAlert, система напоминания о медицинских назначениях людям с хроническим приемом лекарств
- Vumi, мобильная платформа USSD и SMS сообщений — развитие проекта TxtAlert
- Yoza, проект по продвижению молодежной грамотности с помощью коротких рассказов для мобильного телефона или даже м-романов, разработанная совместно с Фондом Шаттлворта[англ.]

В 2011 году Фонд Praekelt назван победителем в категории Общественное влияние премии Mobile Marketing Awards for Innovation

## Внешние ссылки
- Фонд Praekelt в базе CrunchBase
- Фонд Praekelt (англ.) на Facebook
- О проекте Vumi (англ.) на его сайте